# Sergio García (football)
Pour les articles homonymes, voir Sergio García, García et De la Fuente.
Sergio García de la Fuente, né le 9 juin 1983 à Barcelone, est un footballeur international espagnol évoluant au poste d'attaquant ou d'ailier.
Formé au FC Barcelone, García ne parvient pas à s'imposer en équipe première. Au cours des années, il devient un buteur régulier et un titulaire important au Real Saragosse puis au Betis Séville. Lorsqu'il revient en Catalogne, signant au RCD Espanyol, l'attaquant enchaîne cinq saisons de qualités au cours desquelles il se montre précieux pour son club. En 2015, García décide de rejoindre le Qatar. Il revient finalement à l'Espanyol durant l'été 2017.

## Biographie
Formé au CF Damm puis à La Masía, le centre de formation du FC Barcelone, Sergio García ne joue que quatre matchs avec l'équipe professionnelle avant de signer en faveur du Levante Unión Deportiva en 2004. À la fin de la saison, il signe à Saragosse. Cependant à la suite de la relégation du club en juin 2008, il s'engage avec le Betis Séville.
En août 2010, il signe au RCD Espanyol pour une indemnité de transfert évalué à deux millions d'euros. Il devient rapidement un acteur majeur du club catalan où son sens du but et de la passe est précieux.
Le 30 juin 2015, García quitte l'Espanyol après cinq saisons au club. Il rejoint le club qatari où il gagnera deux millions d'euros par saison Al-Rayyan. À l'issue d'une saison pleine où il inscrit 16 buts, García remporte le championnat en 2016.
En juin 2017, après deux saisons pleines au Qatar, García décide de revenir au Espanyol de Barcelone. En décembre 2017, il marque un but important contre l'Atlético Madrid qui permet aux Pericos de l'emporter 1-0.
En juin 2019, García quitte l'Espanyol. Il aura joué au total 231 matchs pour cinquante buts chez les Pericos.
Au niveau international, il ne comptait aucune cape avant d'être appelé par Luis Aragonés pour participer à l'Euro 2008 et gagner la compétition. Il a fêté sa première sélection le 18 juin 2008 contre la Grèce en jouant le match entier et en délivrant une passe décisive pour Daniel Güiza à la 89e minute de jeu (victoire 2-1).

## Statistiques
Ce tableau présente les statistiques en carrière de joueur de Sergio García.
| Saison                | Club                  | Championnat           | Championnat | Championnat | Championnat | Coupe(s) nationale(s) | Coupe(s) nationale(s) | Coupe(s) nationale(s) | Compétition(s) continentale(s) | Compétition(s) continentale(s) | Compétition(s) continentale(s) | Compétition(s) continentale(s) | Espagne | Espagne | Espagne | Total | Total | Total |
| Saison                | Club                  | Division              | M.          | B.          | P.d.        | M.                    | B.                    | P.d.                  | Comp.                          | M.                             | B.                             | P.d.                           | M.      | B.      | P.d.    | M.    | B.    | P.d.  |
| 2002-2003             | FC Barcelone          | D1                    | -           | -           | -           | -                     | -                     | -                     | C1                             | 2                              | 0                              | 0                              | -       | -       | -       | 2     | 0     | 0     |
| 2003-2004             | FC Barcelone          | D1                    | 4           | 0           | 1           | 2                     | 0                     | 0                     | C3                             | 1                              | 0                              | 0                              | -       | -       | -       | 7     | 0     | 1     |
| Sous-total            | Sous-total            | Sous-total            | 4           | 0           | 1           | 2                     | 0                     | 0                     | -                              | 3                              | 0                              | 0                              | -       | -       | -       | 9     | 0     | 1     |
| 2004-2005             | Levante (prêt)        | D1                    | 31          | 7           | 2           | 1                     | 0                     | 0                     | -                              | -                              | -                              | -                              | -       | -       | -       | 32    | 7     | 2     |
| Sous-total            | Sous-total            | Sous-total            | 31          | 7           | 2           | 1                     | 0                     | 0                     | -                              | -                              | -                              | -                              | -       | -       | -       | 32    | 7     | 2     |
| 2005-2006             | Real Saragosse        | D1                    | 19          | 4           | 3           | 6                     | 0                     | 0                     | -                              | -                              | -                              | -                              | -       | -       | -       | 25    | 4     | 3     |
| 2006-2007             | Real Saragosse        | D1                    | 33          | 6           | 7           | 6                     | 2                     | 0                     | -                              | -                              | -                              | -                              | -       | -       | -       | 39    | 8     | 7     |
| 2007-2008             | Real Saragosse        | D1                    | 38          | 4           | 9           | 4                     | 1                     | 0                     | C3                             | 2                              | 1                              | 0                              | 2       | 0       | 1       | 46    | 6     | 10    |
| Sous-total            | Sous-total            | Sous-total            | 90          | 14          | 19          | 16                    | 3                     | 0                     | -                              | 2                              | 1                              | 0                              | 2       | 0       | 1       | 110   | 18    | 20    |
| 2008-2009             | Real Betis            | Liga                  | 28          | 9           | 6           | 4                     | 1                     | 0                     | -                              | -                              | -                              | -                              | -       | -       | -       | 32    | 10    | 6     |
| 2009-2010             | Real Betis            | D2                    | 34          | 12          | 5           | 1                     | 0                     | 0                     | -                              | -                              | -                              | -                              | -       | -       | -       | 35    | 12    | 5     |
| Sous-total            | Sous-total            | Sous-total            | 62          | 21          | 11          | 5                     | 1                     | 0                     | -                              | -                              | -                              | -                              | -       | -       | -       | 67    | 22    | 11    |
| 2010-2011             | RCD Espanyol          | Liga                  | 21          | 3           | 1           | 4                     | 0                     | 0                     | -                              | -                              | -                              | -                              | -       | -       | -       | 25    | 3     | 1     |
| 2011-2012             | RCD Espanyol          | Liga                  | 24          | 5           | 8           | 3                     | 2                     | 1                     | -                              | -                              | -                              | -                              | -       | -       | -       | 27    | 7     | 9     |
| 2012-2013             | RCD Espanyol          | Liga                  | 28          | 7           | 5           | -                     | -                     | -                     | -                              | -                              | -                              | -                              | -       | -       | -       | 28    | 7     | 5     |
| 2013-2014             | RCD Espanyol          | Liga                  | 37          | 12          | 9           | 4                     | 1                     | 2                     | -                              | -                              | -                              | -                              | -       | -       | -       | 41    | 13    | 11    |
| 2014-2015             | RCD Espanyol          | Liga                  | 35          | 14          | 9           | 6                     | 1                     | 1                     | -                              | -                              | -                              | -                              | -       | -       | -       | 41    | 15    | 10    |
| Sous-total            | Sous-total            | Sous-total            | 145         | 41          | 32          | 17                    | 4                     | 4                     | -                              | -                              | -                              | -                              | -       | -       | -       | 162   | 45    | 36    |
| 2015-2016             | Al-Rayyan SC          | Super League          | 24          | 16          | 19          | 3                     | 1                     | 1                     | -                              | -                              | -                              | -                              | -       | -       | -       | 27    | 17    | 20    |
| 2016-2017             | Al-Rayyan SC          | Super League          | 25          | 11          | 7           | 4                     | 1                     | 2                     | AFC                            | 6                              | 3                              | 1                              | -       | -       | -       | 35    | 15    | 10    |
| Sous-total            | Sous-total            | Sous-total            | 49          | 27          | 26          | 7                     | 2                     | 3                     | -                              | 6                              | 3                              | 1                              | -       | -       | -       | 62    | 32    | 30    |
| 2017-2018             | RCD Espanyol          | Liga                  | 33          | 2           | 6           | 5                     | 1                     | 0                     | -                              | -                              | -                              | -                              | -       | -       | -       | 38    | 3     | 6     |
| 2018-2019             | RCD Espanyol          | Liga                  | 29          | 2           | 1           | 2                     | 0                     | 0                     | -                              | -                              | -                              | -                              | -       | -       | -       | 31    | 2     | 1     |
| Sous-total            | Sous-total            | Sous-total            | 62          | 4           | 7           | 7                     | 1                     | 0                     | -                              | -                              | -                              | -                              | -       | -       | -       | 69    | 5     | 7     |
| Total sur la carrière | Total sur la carrière | Total sur la carrière | 444         | 114         | 98          | 53                    | 11                    | 7                     | -                              | 11                             | 4                              | 1                              | 2       | 0       | 1       | 510   | 129   | 107   |

## Palmarès
- Championnat d'Europe :
  - Champion en 2008.
- Championnat d'Europe des moins de 19 ans :
  - Champion en 2002.
- Coupe du monde des moins de 20 ans :
  - Finaliste en 2003.
- Championnat du Qatar :
  - Champion en 2016